# 涅克拉索夫卡村委员会
涅克拉索夫卡村委员会（俄语：Некрасовский сельсовет）是俄罗斯联邦阿穆尔州别洛戈尔斯克区所属的一个村委员会。其下辖有4个居民点，行政中心为涅克拉索夫卡。据2016年统计，该村委员会的人口为587人。